# Piptanthus nepalensis
Piptanthus nepalensis là một loài thực vật có hoa trong họ Đậu. Loài này được (Hook.) D.Don miêu tả khoa học đầu tiên.

## Hình ảnh

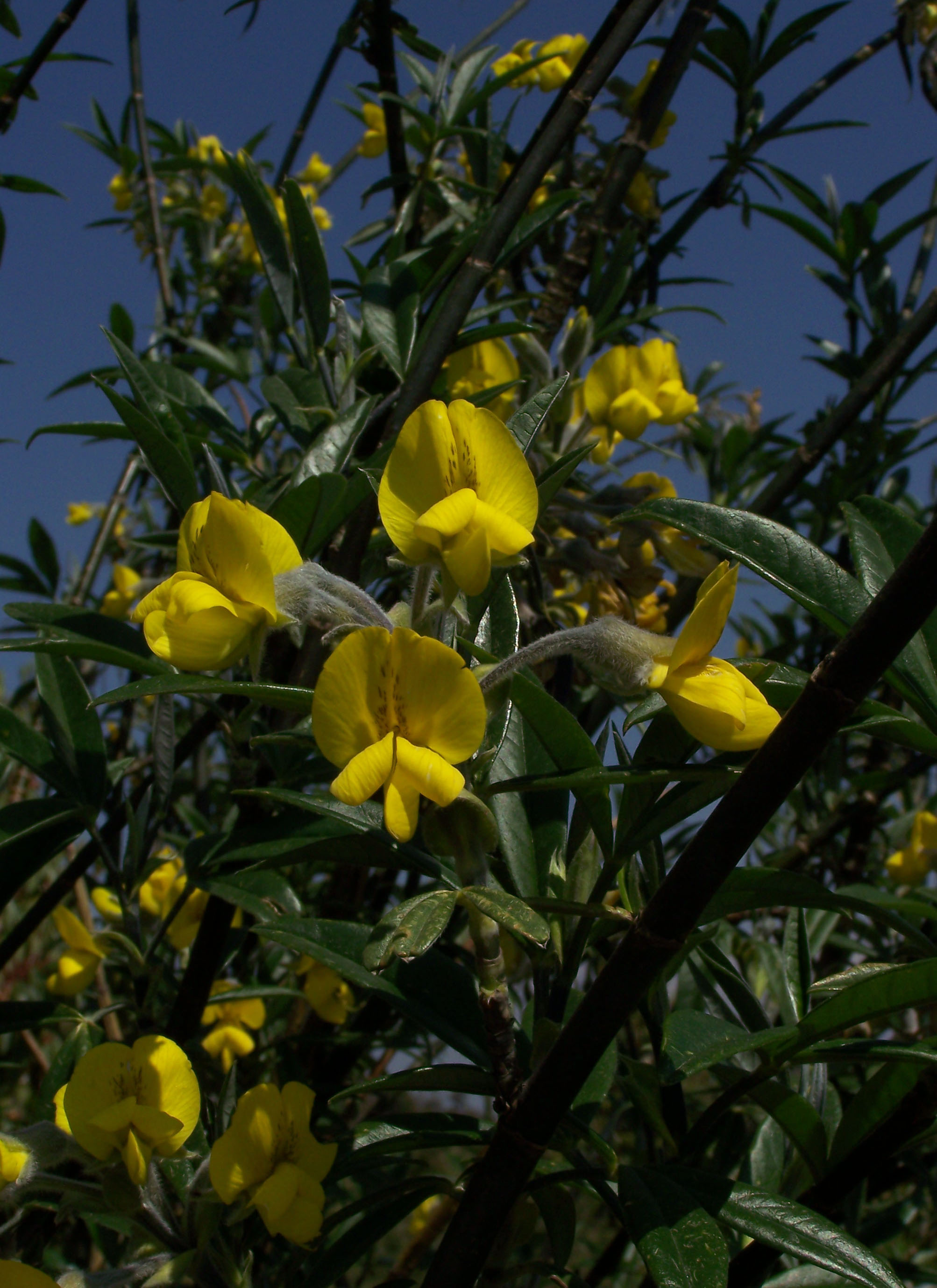